# Xyris diaphanobracteata
Xyris diaphanobracteata är en gräsväxtart som beskrevs av Robert Kral och Maria das Graças Lapa Wanderley. Xyris diaphanobracteata ingår i släktet Xyris och familjen Xyridaceae. Inga underarter finns listade i Catalogue of Life.